# 낸 골딘
낸 골딘(영어: Nan Goldin, 1953년 9월 12일 ~ )은 미국의 다큐멘터리 사진작가이다. 그녀는 뉴욕에서 가장 영향력이 큰 갤러리 중 한 곳인 매튜스 마크 갤러리에서 전시회를 가진 경력이 있다.

## 생애
낸 골딘은 워싱턴 D.C.에서 태어났다. 그녀의 가족은 중상류층의 유대인 집안으로, 매사추세츠의 보스턴 교외에 있는 렉싱턴(Lexington)에서 살았다. 근처의 렉싱턴 고등학교를 나온 그녀는 보스턴의 Satya Community School을 다녔으며 1968년, 그곳의 한 선생에게서 카메라에 대한 것을 배우게 되었다. 당시 골딘은 15살이었다. 그녀의 첫 단독 전시회는 1973년 보스턴에서 열렸는데, 여기서 그녀는 그녀가 도시에서 만난 자신의 동성애자친구들과 트랜스젠더 등의 성 소수자들과 함께 지내며 찍은 사진 작품들을 선보였다. 골딘은 1977년과 1978년, 보스턴의 School of the Museum of Fine Arts와 Tufts 대학을 각각 졸업했다. 이곳에서 그녀는 Cibachrome이라는 사진현상 기술을 자주 사용했다.
졸업 직후, 골딘은 뉴욕으로 이사했다. 그녀는 그곳에서 포스트-펑크와 뉴-웨이브 아티스트들의 사진을 찍기 시작했는데, 그와 함께 Stonewall 사건 이후 1970에서 80년대의 동성애자들의 문화를 사진으로 기록하기도 했다. 그녀는 특히나 뉴욕시티의 Bowery 길거리에서 자주 보이는 심각한 약물중독 문화에 관심을 가지고 사진으로 남겼다. 그녀는 1979년에서 1986에 걸쳐 이 길거리를 사진으로 찍었으며 이 작품들은 그녀의 유명한 작품 'The Ballad of Sexual Dependency'(이 제목은 Bertolt Brecht의 곡 'Threepenny Opera'에서 따왔다)에서 찾을 수 있다. 이 사진 작품들은 속사(snapshot)로 찍었으나 예술적인 감성이 풍부한 작품들로, 마약, 폭력, 호전적인 연인들과 작가 자신의 일상의 모습들을 볼 수 있다. 그녀가 찍었던 'Ballad'의 작품들 속의 주인공들은 대부분이 1990년대에 약물 중독과 에이즈(AIDS)로 죽었는데, 그 중에는 그녀와 매우 친했으며 자주 사진모델이 되어 주었던 Greer Lankton과 Cookie Mueller도 있다. 2003년, 뉴욕 타임즈에서는 그녀의 작품이 끼친 영향력을 주시하고, 낸 골딘에 대해서 "그녀는 사진으로 지난 20년간 다시 없을 새로운 장르를 만들어냈다."고 말했다. 'Ballad'에 대해 덧붙이자면, 낸 골딘은 그녀가 찍은 Bowery 길거리의 사진들로 두 개의 다른 시리즈를 만들어냈는데, "I'll Be Your Mirror"(벨벳 언더그라운드의 곡 'The Velvet Underground and Nico' 앨범)와 "All By Myself"가 있다.
골딘의 작품은 대부분 슬라이드 쇼로 전시되곤 하며 필름 페스티벌에서 상영되기도 했다. 가장 유명한 전시회는 800여장의 사진을 45분간 슬라이드 쇼로 상영했던 때로, 당시 전시회의 주제는 사랑, 성, 가정사, 그리고 관능이었다. 이 사진들은 자연광을 그대로 사용하여 찍은 사진들이었다. 그녀는 거울을 들여다 보는 여인의 모습이나 바나 화장실에 있는 소녀의 모습, 여장게이, 성행위, 그리고 집착이나 의존증 등을 그녀만의 애정을 담아 사진으로 찍어냈다. 이 작품들은 마치 개인적인 일기를 대중적으로 만든 것과 같았다.
1995년 이후의 골딘의 작품들은 다양한 주제를 내포하고 있다. 그녀는 일본의 유명한 사진작가 노부요시 아라키(Nobuyoshi Araki)와 책에 관련된 프로젝트를 같이 하기도 했으며 뉴욕의 지평선을 찍거나 괴기스러운 풍경들(특히 물 속에 있는 사람들을 찍은 작품이 있다), 그녀의 애인 Siobhan, 어린 아기들, 부모와 가족의 생활 등을 사진으로 담아내기도 했다.
골딘은 뉴욕과 파리에 살고 있다. 이로 인해 프랑스의 폼피듀 센터(Pompidou Centre)가 2002년 그녀의 회고전을 열기도 했다. 그녀는 2002년 가을에 손을 다쳐 현재에도 손을 움직이는 데에 상당한 장애가 남아있다.
2006년 그녀의 전시회, Chasing a Ghost는 뉴욕에서 열렸다. 여기서 골딘은 처음으로 움직이는 사진들을 이용한 설치미술을 선보였다. 이 작품에서 그녀는 마치 이야기하는 듯한 방식을 사용했으며 해설을 추가함과 함께 three-screen 슬라이드와 직접 제작한 영상, 'Sisters, Saints, & Symbils'를 발표했다. 이 작품은 그녀의 언니의  자살을 그녀가 어떻게 극복했는지 여러 장의 사진과 이야기로 풀어나가고 있다. 그녀의 작품들은 점점 영상적인 요소들이 돋보이게 되었으며 영화제작에 대한 그녀의 관심을 보여주고 있다.
그녀는 2007년 Hasselblad Award를 수상했다.

## 비평
어떤 비평가들은 그녀가 헤로인 복용을 지나치게 미화했다고 비난하기도 한다. 또한 그녀의 작품이 훗날 패션 매거진 The Face나 I-D에서 보여지는 '그런지' 스타일의 유행을 개척했다고 말하는 사람들도 있다. 그러나 2002년 U.K. Observer와의 인터뷰에서 골딘은 "헤로인 칙(heroin chic : 마약중독자와 같이 피부가 창백하고 짙은 다크 서클과 뼈가 보일 정도로 마른 몸매를 지닌 여성을 의미한다-역자 주)"을 모델로 옷이나 향수를 파는 행위를 "괘씸하고 사악한 행동이다" 라고 말한 바 있다.

## 영화
1998년 제작된 영화 'High Art'속의 등장인물 Lucy Berliner(배우 Ally Sheedy)의 사진들은 골딘의 작품을 사용하고 있다.

## 연보
- (2003) Devils Playground. Phaidon Press. ISBN 978-0-7148-4223-3.
- (2001) Nan Goldin. 55, Phaidon Press, London. ISBN 978-0-7148-4073-4.
- (1999) Nan Goldin: Recent Photographs. Contemporary Arts Museum, Houston.
- (1998) Couples and Loneliness. Korinsha Press, 도쿄.
- (1998) Ten Years After: Naples 1986-1996. Scalo Publishers. ISBN 978-3-931141-79-0.
- (1998) Emotions and Relations (exhibition catalogue). Taschen, Cologne.
- (1997) Love Streams (exhibition catalogue). Yvon Lambert, 파리.
- (1996) I'll Be Your Mirror (exhibition catalogue). Scalo Publishers. ISBN 978-3-931141-33-2.
- (1995) The Golden Years (exhibition catalogue). Yvon Lambert, 파리.
- (1994) Tokyo Love. Hon don do, 도쿄.
- (1994) A double life. Scalo, Zurich.
- (1994) Desire by Numbers. Artspace, 샌 프란시스코.
- (1993) Vakat. Watler Konig, Cologne.
- (1993) The Other Side. Perseus Distribution Services. ISBN 1-881616-03-7
- (1991) Cookie Mueller (exhibition catalogue). Pace/MacGill Gallery, 뉴욕.
- (1986) The Ballad of Sexual Dependency. Aperture. ISBN 978-0-89381-236-2.

## 참고자료
1. ↑  Brecht, Bertolt. "Three Penny Opera." Act II, song 12.
2. ↑  Tillman, Lynne. 뉴욕 타임즈. "A New Chapter of Nan Goldin's Diary." 2003년 11월 16일.
3. ↑  Nan Goldin at Pa. Academy of Fine Arts, ARTINFO, 2005년 12월 17일. 2008년 4월 23일 정정.
4. ↑  “아티스트 프로필: 낸 골딘”. 2008년 3월 2일에 원본 문서에서 보존된 문서. 2008년 9월 27일에 확인함.
5. ↑  Robert Ayers (2006년 3월 27일), 낸 골딘, ARTINFO. 2008년 4월 24일 정정.
6. ↑  Garratt, Sheryl. The Observer. "The Dark Room." 2002년 1월 6일. 골딘은 말했다. "나는 옷을 팔기 위해 헤로인을 복용하는 사람을 찍은 적은 없어요. 나는 그것에 대해 약간의 문제를 갖고 있긴 하죠. 지금 크리스찬 디오르가 벌이는 광고 캠페인을 보면, 약이 없어서 고통스러워하는 것처럼 보이는 소녀가 Addiction이라는 향수를 한번 뿌리더니 마치 약에 취해버린 듯하죠. 나는 이걸 정말 괘씸하고 사악한 행동이라고 생각해요."
7. ↑  리사 콜로덴코의 차가운 'High Art,' 세련된 코메디에서 수치스런 모습으로 변해버리다 metroactive.com